# 銃筒
銃筒（韓語：총통）是朝鮮王朝時期的火砲名。千字文順之名稱。
朝鲜的火炮有用铜铸造天宇铳筒、地字铳筒、玄字铳筒、黄字铳筒等系列制品。

## 種類

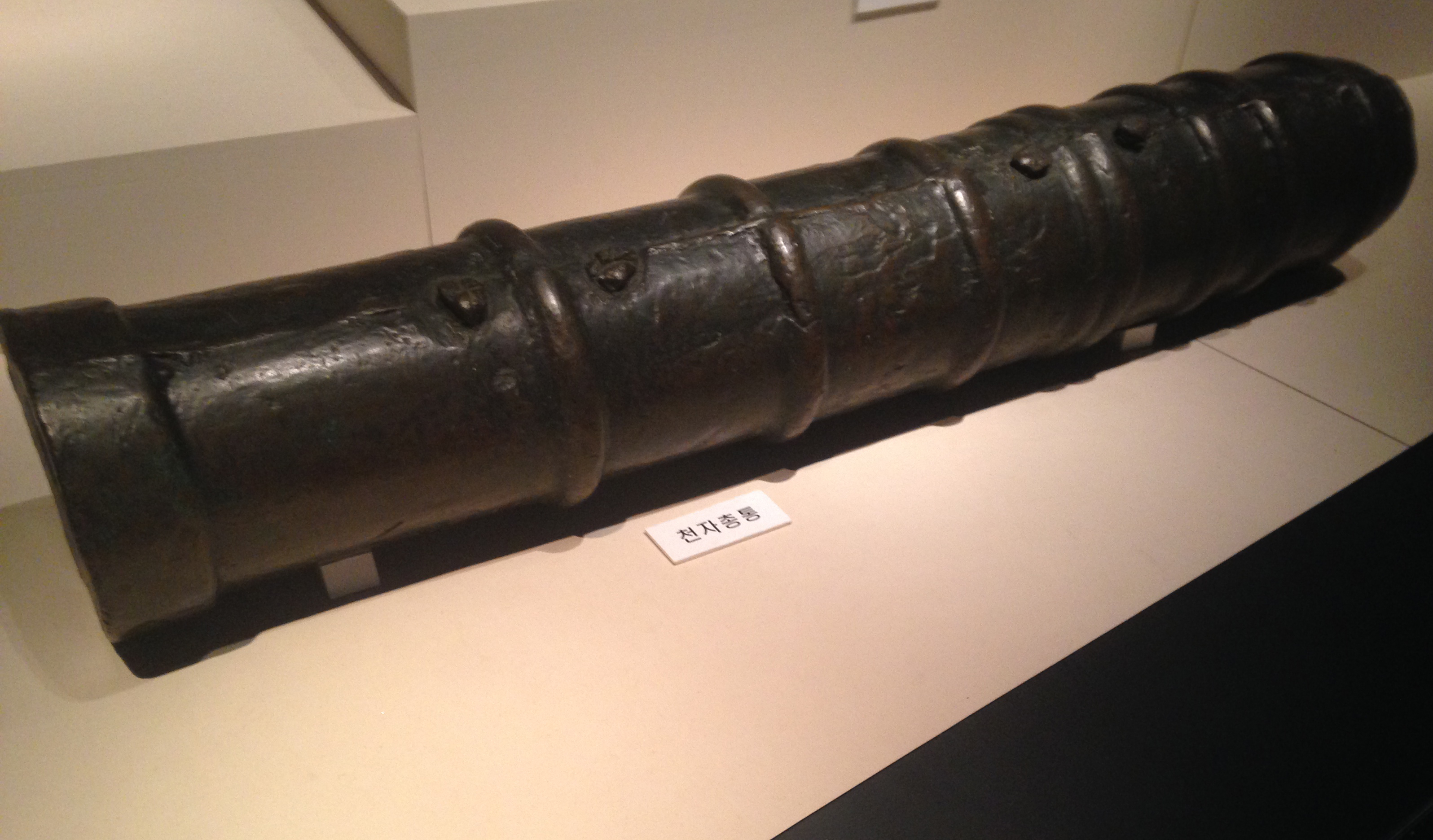
天字銃筒（大砲）
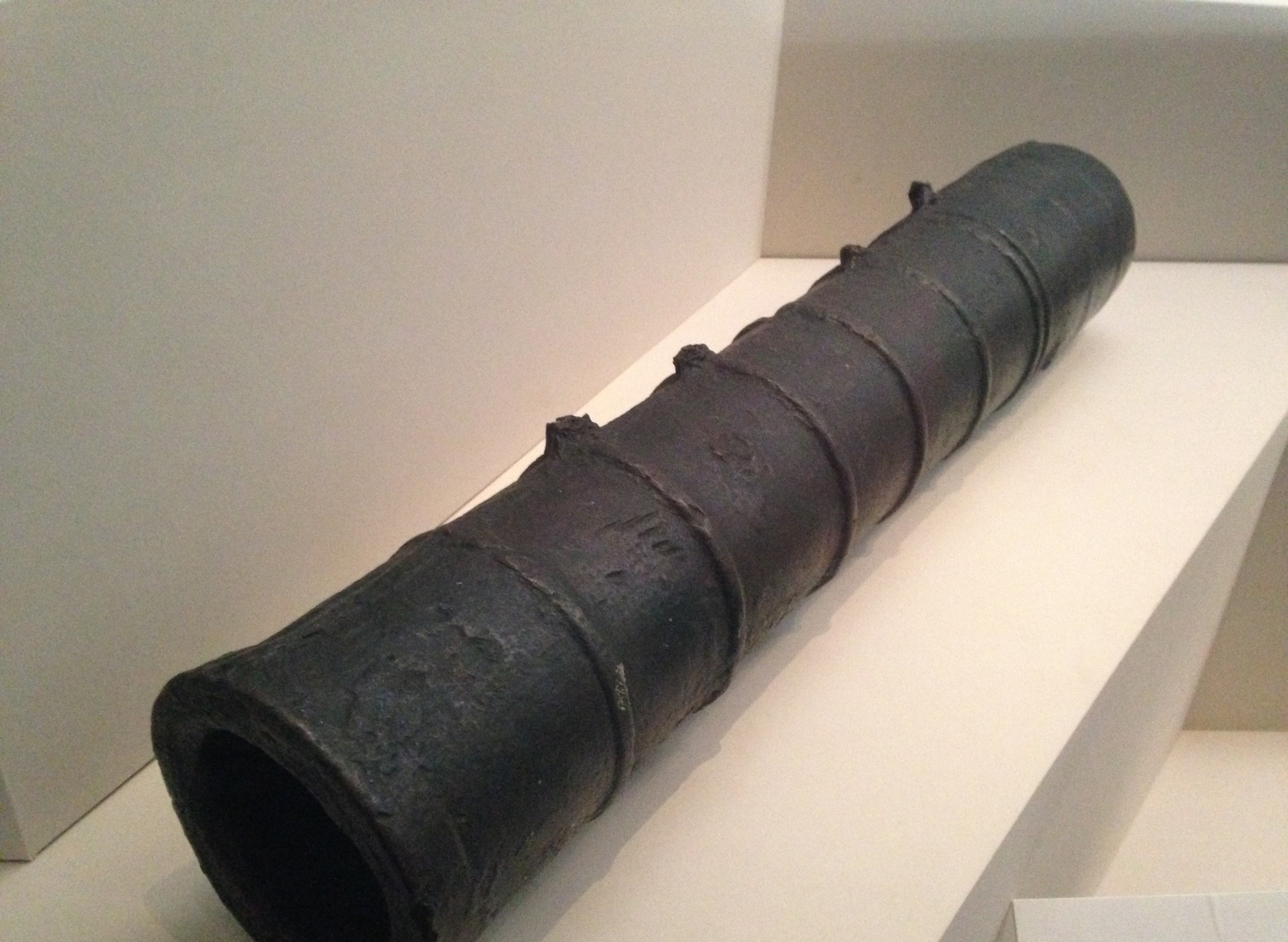
地字銃筒
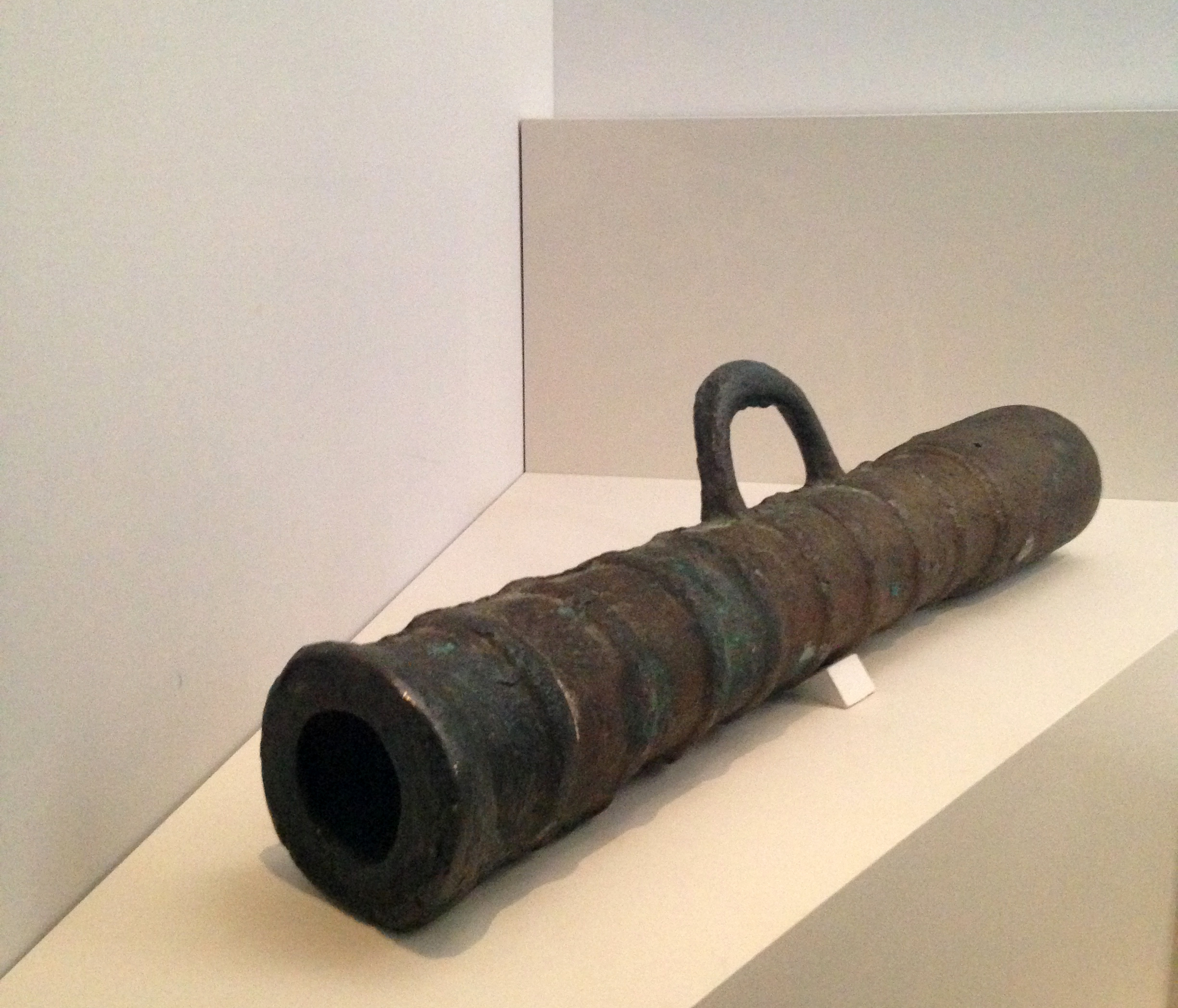
玄字銃筒（代表的火砲）
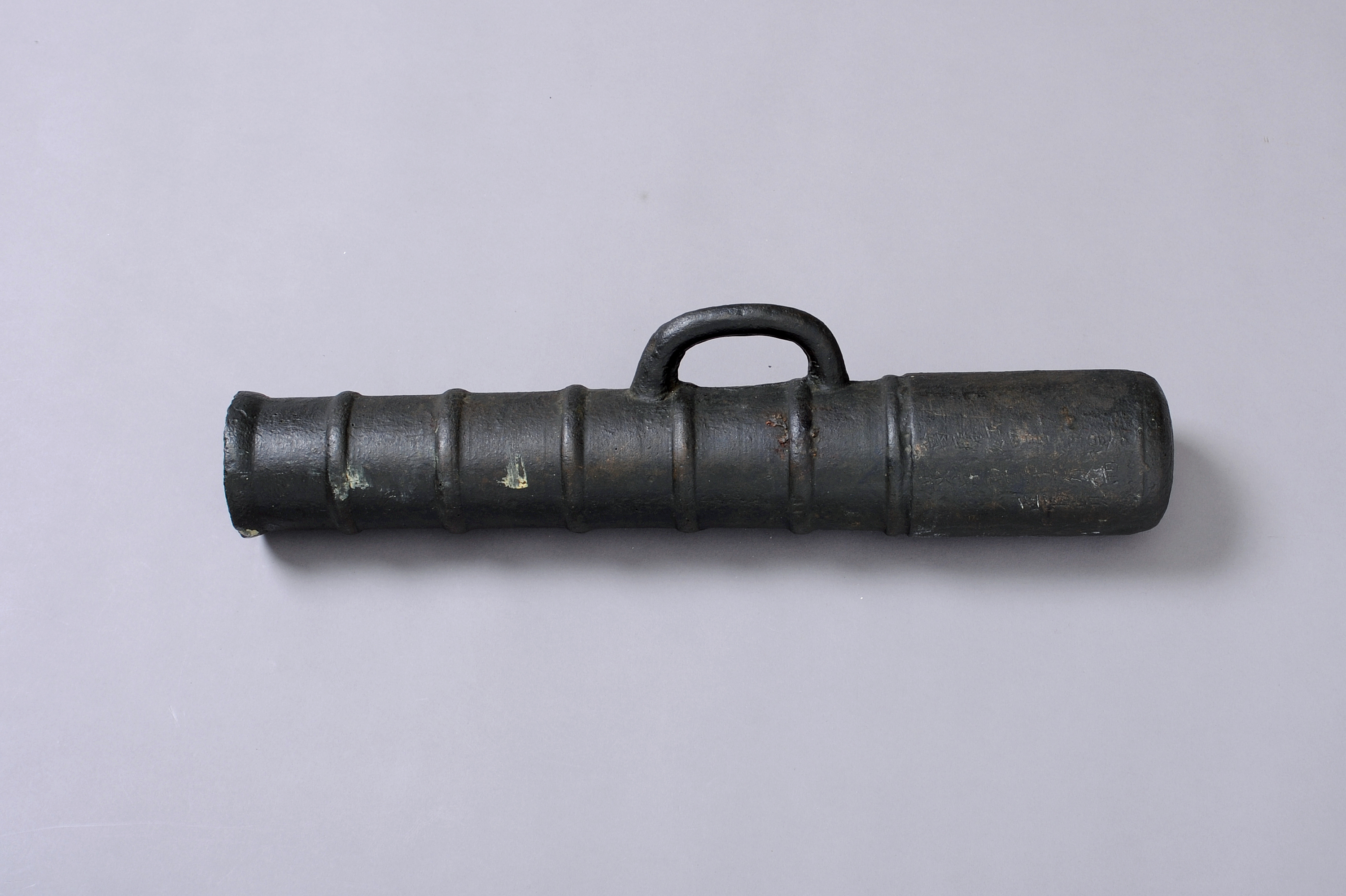
黃字銃筒
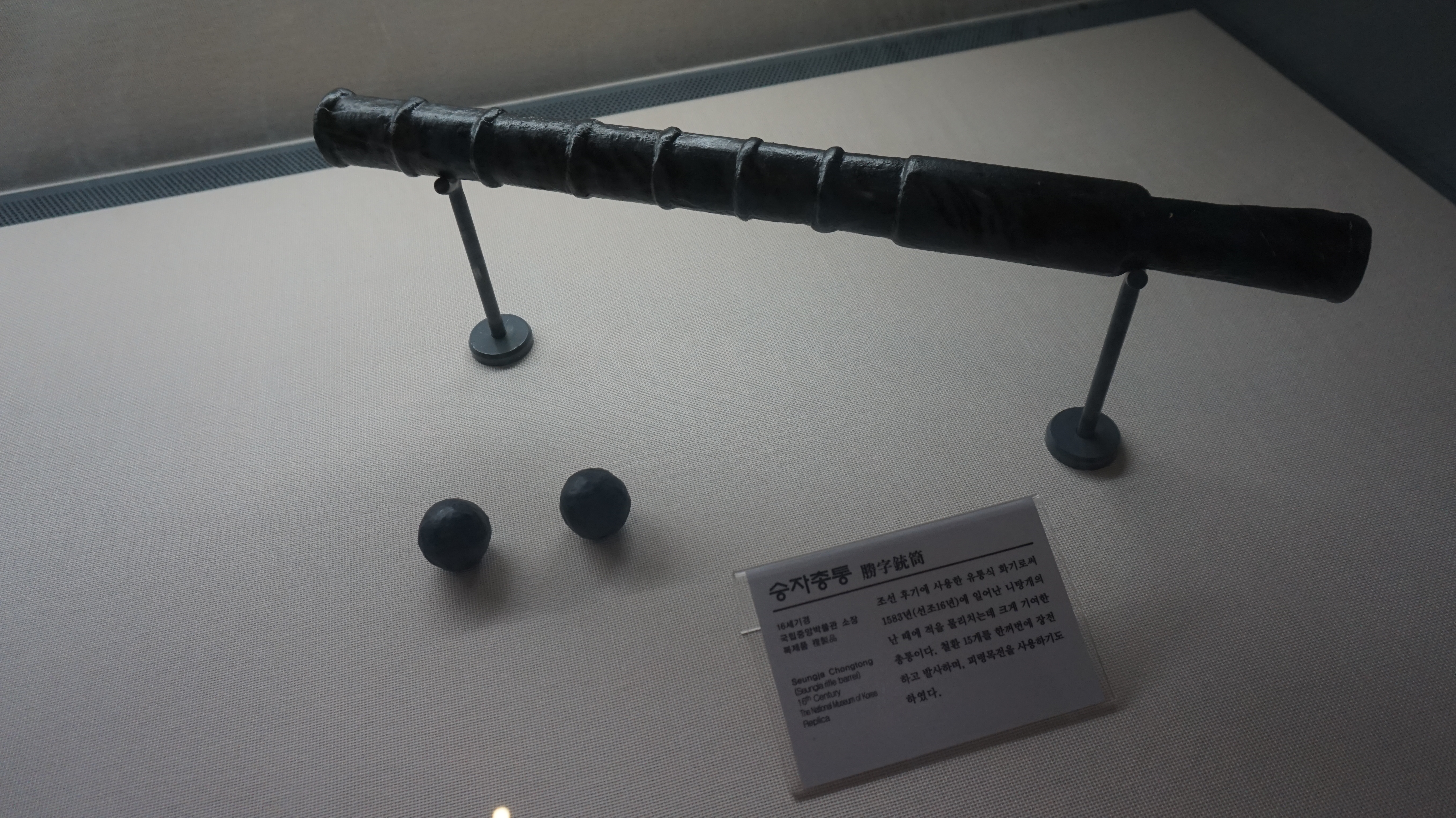
勝字銃筒（個人的火器）

## 參照
- 佛郎機砲
- 火繩銃
- 鳥銃